# لیساندر

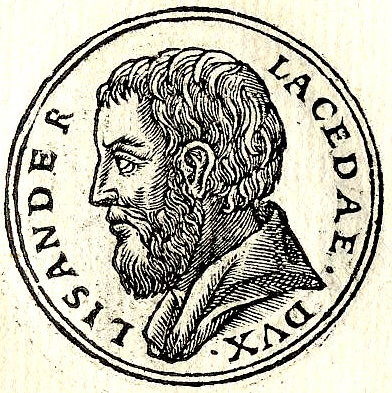
تجسمی از لیساندر مربوط به سدهٔ شانزدهم میلادی

لیساندر (به فرانسوی:Lysandre، یونانی:Λύσανδρος) (مرگ ۳۹۵ پیش از میلاد) ژنرال اسپارتی بود. وی رهبر ناوگان هلسپونت بود که در ۴۰۵ پیش از میلاد در نبرد اگوس‌پوتاموس آتنیان را شکست‌داده‌بود. در سال پس از آن او توانست آتنی‌ها را وادار به تسلیم نماید و اینگونه جنگ پلوپونز به پایان رسید. او در واپسین دههٔ زندگی‌اش چیرگی اسپارت را بر سراسر یونان شکل‌بخشید.
لیساندر از دوستی و پشتیبانی کورش کوچک-پسر داریوش دوم و ملکه پروشات- بهره‌مند بود.